# Harrisoniella ferox
Harrisoniella ferox är en insektsart som först beskrevs av Christoph Gottfried Andreas Giebel 1867.  Harrisoniella ferox ingår i släktet Harrisoniella och familjen fjäderlöss. Inga underarter finns listade i Catalogue of Life.